# Джексон, Иан
Иан Джексон (англ. Ian Jackson) —  автор свободного программного обеспечения и разработчик Debian. Джексон написал dpkg, SAUCE, userv и debbugs. Раньше сопровождал Linux FAQ. Запустил chiark.greenend.org.uk, популярный сервер, являющийся домашним для проекта PuTTY.
Джексон получил степень доктора философии в Computer Science в Кембриджском университете и в данное время работает на Citrix; в прошлом он работал в Canonical Ltd. и nCipher Corporation.
Он стал Лидером проекта Debian в январе 1998 года. Debian GNU / Linux 2.0 (Hamm) был выпущен в течение этого времени. До ноября 2014 года являлся членом Технического комитета Debian. Иан был вице-президентом, а затем президентом Software in the Public Interest в 1998 году и 1999 году.
Уичерт Аккерман занял его место в качестве лидера проекта Debian в 1999 году. Позднее Иан передал ему также сопровождение (maintainship) dpkg.